# 3-2-1 Pingouins !
 (octobre 2016).
Si vous disposez d'ouvrages ou d'articles de référence ou si vous connaissez des sites web de qualité traitant du thème abordé ici, merci de compléter l'article en donnant les références utiles à sa vérifiabilité et en les liant à la section « Notes et références ».
3-2-1 Pingouins ! (3-2-1 Penguins!) est une série d'animation américo-canadienne créée par Jeff Parker, Phil Lollar, et Nathan Carlson et produit par Big Idea Productions (créateurs de VeggieTales). En France, la série a été diffusée sur France 5, première en 2007.

## Synopsis
Les jumeaux Elliot et Michelle passent l'été avec leur grand-mère britannique. Elle -mère possède une collection de figurines en céramique, dont la plus prisée est constituée de quatre pingouins dans une fusée (un cadeau de lune de miel de son mari décédé).
Dans la première saison, les jumeaux lâchent accidentellement le navire, mais au lieu de le casser, il vole dans les airs et révèle que les quatre pingouins sont en réalité l’équipage d’un véritable vaisseau spatial. L'un des jumeaux est ensuite tiré dans le navire à l'aide du dispositif de rétrécissement de l'équipage et embarqué dans une aventure galactique. L'aventure qui s'ensuit est ensuite liée au dilemme moral auquel Elliot et Michelle ont dû faire face dans la scène d'ouverture de la série.

## Historique
Alors que la production de Jonas et Les Végétaloufs se passait, Big Idea a décidé de créer une autre série pour combler l'espace de VeggieTales.
La série a été initialement créée par Jeff Parker, qui pensait sur le concept des oiseaux aptères. Plus tard, il a eu l'aide de Nathan Carlson et Phil Lollar, qui a précédemment travaillé avec lui sur « Adventures in Odyssey ».
Après le succès du premier épisode, la série a suivi cinq autres épisodes jusqu'en 2003, lorsque la production de Big Idea a bougé de Lombard, Illinois à Franklin, Tennessee.
Au total, la série a 26 épisodes.

## Personnages

### Principaux
- Zigor (Zidgel) : Le capitaine du vaisseau d'espace et un roi qui semble être un croisement entre James T. Kirk et Ted Baxter.
- Melchior (Midgel) : L'ingénieur et pilote du vaisseau d'espace. Melchior crie parfois « Bonsaï ! » et sort un arbre bonsaï pour couper une branche avant de conduire le navire.
- Fedor (Fidgel) : Le médecin / scientifique de l'équipe du vaisseau d'espace. Beaucoup de ses inventions sont bizarres, comme le Galeezle qui est le pistolet de l'équipage, qui peut être utile. Des photos du premier épisode nous montrent que Fedor ressemble physiquement au grand-père d'Elliot et Michelle.
- Kevin : Alors que Kevin n'a pas de travail spécifique sur le navire, autre que le nettoyage, il est toujours prêt à aider lorsque nécessaire par les autres. Il répond aussi parfois à des questions ou résout des problèmes sans en être conscient.
- Elliot (Jason) : Le frère jumeau de Michelle, qui à 7 ans et part à l'aventures avec les pingouins.
- Michelle : La sœur jumelle d'Elliot qui à 7 ans et accompagne également les pingouins dans leurs aventures. Elle a 5 minutes de plus qu'Elliot et porte toujours des tresses dans ses cheveux.
- Grand-mère (Grandmum) : La grand-mère britannique aux cheveux bleus d'Elliot et Michelle qui leur donne souvent des conseils de la Bible, en particulier de Proverbes.

### Récurrents
- Baron von Cavitus : Initialement connu sous le nom de Bert, il était un camarade de classe du Fedor quand ils étaient étudiants à l'Académie. Il est l'inventeur du Galeezle (le dispositif qui permet à Elliot et Michelle d'être réduits à la taille d'un pingouin). Parce qu'il était humilié parce qu'il était un hamster, il est devenu méchant et a essayé de prendre le contrôle de l'Académie et de prouver qu'il était meilleur que les autres. Quelque temps plus tard, il s'est construit un costume de robot et a tenté de conquérir la galaxie.
- Amiral Sangle : Le commandant des pingouins. Aussi strict et militariste qu'il paraisse, il est très gentil avec Michelle. Dans les six épisodes originaux, Amiral Sangle n'est pas vu et communique avec les pingouins via un télécopieur. Dans les derniers épisodes, il interagit via un haut-parleur avec les pingouins afin de leur confier leurs missions.
- Sol : Un sage vieux barman et ami d'Elliot, Michelle et les pingouins, qu'il conseille également.

## Épisode
1. Chacun son tour (Trouble on Planet Wait-Your-Turn)
2. Tricher n'est pas jouer (The Cheating Scales of Bullamanka)
3. L'étrange fête foraine (The Amazing Carnival of Complaining)
4. Fierté au phare Kilouwatt (Runaway Pride at Lightstation Kilowatt)
5. Danger cyclone ! (The Doom Funnel Rescue!)
6. Menace lunaire sur la planète (Moon Menace on Planet Tell-a-Lie!)
7. Coup de froid (I Scream, You Scream!)
8. Le monstre aux yeux verts (The Green-Eyed Monster)
9. Une journée de détente (Lazy Daze)
10. Trop c'est trop (More is More)
11. Un cookie et ça repart (Give and Let Give)
12. Blague à part (Practical Hoax)
13. 12 poules en colère (12 Angry Hens)
14. Des drôles de secrets (Comedy of Errors)
15. Panne de compassion (Compassion Crashin')
16. Vite fait, mal fait
17. Des promesses toujours des promesses (Promises, Promises)
18. La planète plouquitude (Wiki Tiki)
19. Gare aux flatteries
20. Un bien gentil méchant (Git Along Little Doggies!)
21. Main dans la main (Do Unto Brothers)

## Distribution

### Voix originales
- Mark Marten / Quinn Lord : Elliot (Jason)
- Melissa Peterson / Claire Corlett : Michelle
- Ron Wells / John Payne : Zigor (Zidgel)
- Greg Mills / Paul Dobson : Melchior (Midgel)
- Page Hearn / Lee Tockar : Fedor (Fidgel)
- Ron Smith / Michael Donovan (en) : Kevin
- Pamela Thomas / Annie Walker-Bright / Kymberly Mellen / Ellen Kennedy : Grand-mère (Grandmum)
- Dale Wilson : Amiral Sangle (Admiral Strap)
- Garry Chalk : Baron von Cavitus, Sol

### Voix françaises
- Marie-Laure Beneston : Elliot
- Nayéli Forest : Michelle
- Emmanuel Rausenberger : Melchior
- Christophe Lemoine, Adrien Antoine, Anne-Lise Langlais, Ludovic Loy, Nathalie Bleynie, Gérard Surugue, Bernard Alane : Voix additionnelles